# العلاء بن الحارث
العلاء بن الحارث بن عبد الوارث الحضرمي أبو وهب الدمشقي، تابعي، وأحد رواة الحديث النبوي، وأشهر أصحاب مكحول الشامي، مات سنة 136 هـ، وهو ابْن سبعين سنة، وهو فقيه الجند. روى له مسلم بن الحجاج وأصحاب السنن الأربعة.

## روايته للحديث النبوي
- روى عن: حزام بن حَكِيم الدمشقي وربيعة بْن يزيد، وزيد بن أرطاة الفزاري، وسُلَيْمان بْن موسى، وعبد الله بن بسر المازني صاحب النَّبِيّ، وعبد الله بن دينار، وعلي بْن أَبي طلحة، وعَمْرو بْن شعيب، والقاسم أَبِي عَبْد الرحمن، ومحمد بن مسلم بن شهاب الزهري، ومكحول الشامي، وأبي الأشعث الصنعاني.[2]
- روى عنه: صدقة بْن عَبد اللَّه السمين، وعَبْد ربه بْن ميمون الحاس الأشعري، وعَبْد الرحمن بْن ثابت بن ثوبان، وعبد الرحمن الأوزاعي، وعثمان بْن حصن بْن علاق، وأَبُو مُحَمَّد عيسى بْن موسى القرشي، والفرج بْن فضالة، ومعاوية بن صالح الحضرمي، ومعاوية بْن يحيى، والهيثم بن حميد الغساني، ويحيى بْن حمزة الحضرمي.[3]
- الجرح والتعديل: قال أحمد بن حنبل: «صحيح الحديث»، قال أبو داود: «ثقة، كان يرى القدر، تغير عقله.»، وقال أبو حاتم الرازي: «لا أعلم في أحد من أصحاب مكحول أوثق منه»، وقال يحيى بن معين: «ثقة، ولكن كان يرى القدر»، وقال محمد بن سعد البغدادي: «كان قليل الحديث ولكنه أعلم أصحاب مكحول وأقدمهم، كان يفتي حتى خولط.»، روى له مسلم بن الحجاج وأصحاب السنن الأربعة.[3] وقد ذكره ابن حبان في كتاب الثقات فقال تغير حديثه من رواية الثقات عنه.[4]